# 超ゴジラ
『超ゴジラ』（ちょうゴジラ）（英語： Super Godzilla）は、1993年12月22日に発売されたスーパーファミコン用ソフト。
ゴジラを操作し、キングギドラやメカゴジラなど東宝怪獣を倒すアクションゲーム。

## ゲーム内容

### システム
ゲームは「移動モード」と「バトルモード」に分かれている。
移動モードではシミュレーションゲームのような真上から見下ろしたマップ上で、ゴジラの駒を操作し、ビルや戦車などを破壊しながら各面に潜んでいる敵怪獣を捜し出す。この時、マップ上や戦闘で使用できるアイテムを獲得したり（一度に所持できるアイテムは4つまで）、体力を回復できる施設などもある。逆に行く手を阻む敵や障害物もある。
敵怪獣の駒と接触するとバトルモードに移り、敵怪獣との一対一での格闘となる。敵怪獣にパンチしてから後退すると、「尻尾」「頭突き」「放射火炎」「スーパー放射火炎」（後者ほど威力が高くなる）「？」（4種類の攻撃方法のうち1種類がランダムで繰り出される）の攻撃方法がアイコンで表示され、攻撃方法を決定すると画面が切り替わりアニメーションによる演出が展開される。
戦闘中に表示され、激しく増減する「闘争本能ゲージ」が高いほど強力な攻撃方法が表示される可能性が高くなる。またパンチしてからの後退中にゲージが徐々に上昇するが、この仕様について、ゲーム中で説明はされない。
敵怪獣も闘争本能ゲージを持っており、一杯になると急接近して攻撃を仕掛けてくる。敵怪獣はゴジラとの距離が詰まったり、ゴジラがパンチを当てて後退しようとすると攻撃を仕掛ける可能性が高まるほか、独自のゲージ変動パターンがあるため、どのタイミングでどの必殺技を選ぶかがポイントとなる。
敵怪獣のヒットポイントを0にするとステージクリアとなる。ゴジラのヒットポイントが0になるとゲームオーバー。

### アイテム
フィールド上の黄色いマスに止まると、ランダムで手に入れることができるアイテムで、ゴジラの能力を上げたり、体力を回復できる。戦闘中にL・Rボタンで選択し、Xボタンで使用する。所有できるアイテム数には制限がある。
エネルギー補充アイテム
ゴジラの体力を少し回復する。アイテム欄では青色で表示される。
スーパーエネルギー補充アイテム
ゴジラの体力を大幅に回復する。緑色で表示される。
闘争本能UPアイテム
ゴジラの闘争本能を上げ、一定時間威力の高い攻撃を出しやすくする。赤色で表示される。
防御力UPアイテム
ゴジラの防御力を上げ、一定時間相手怪獣の攻撃によるダメージを軽減する。黄色で表示される。闘争本能UPアイテムと同時使用可能。

## 設定

### ストーリー
199X年、地球征服を企む宇宙人が日本を攻撃すると宣言し、キングギドラを大阪に送り込んできた。これに対抗する防衛庁は、日本海で眠っていたゴジラに、尾形博士の開発したコントロールボックスを頭脳に撃ち込んで遠隔操作することとした。プレイヤーは、スーパーXに搭乗し、そのコントローラーを持ってゴジラの強大な闘争本能を上手く制御しながら、宇宙人が送り込んでくる怪獣達を倒していく。

### 超ゴジラ
物語の後半、キングギドラ細胞にエネルギーを蓄える性質があることを突き止めた尾形博士の研究により、ゴジラにキングギドラの細胞を取り込むことで突然変異させた「超ゴジラ」を操作できる。移動モードでスペシャルエネルギーをゴジラに取得させることにより、超多量のエネルギーを蓄えた超ゴジラへと変異させる。また敵怪獣との戦いでエネルギーを使い果たすと通常のゴジラに戻る。超ゴジラは攻撃力が通常のゴジラの倍近くあり、腹や尻尾からビームを、ボタン溜めで強力なダッシュパンチを繰り出せる。また防御力も高く、障害物を破壊したり、進路上で攻撃を受けてもダメージを受けない。
この超ゴジラのデザインは後に登場するスペースゴジラのデザインの基礎となっている。

### ステージ構成
全6ステージで構成されている。
「大阪攻撃指令」
登場怪獣：キングギドラ（VSシリーズ版）。
「富士山麓 奪われたメカゴジラ」
登場怪獣：メカゴジラ（Gフォース版）
「放射火炎」を仕掛けると、吸収して反射攻撃される。「スーパー放射火炎」は反射攻撃されずにダメージを与えられる。
「箱根・芦ノ湖 博士救出作戦」
登場怪獣：ビオランテ
「頭突き」はダメージを無効化され、かつ反撃される。ゲーム中の難関で、体力も与えるダメージも高い。
「横浜炎上」
登場怪獣：バトラ
ヒットポイントは低めだが動きが素早く、「スーパー放射火炎」以外当たらない。パンチも当てづらく、慣れないとかなりの強敵。なお、時間経過によりストーリーが変化し、幼虫が孵ると、さらにもう一度対戦しなければならない。
「東京大決戦（I）」
登場怪獣：メカキングギドラ
パンチを当ててから後退している間に、素早くワイヤーアンカーで電撃攻撃を仕掛けてくる。
「東京大決戦（II）」

登場怪獣：魔獣バガン
『モスラVSバガン』、『ゴジラの復活』などの没企画に登場予定であった怪獣。企画ごとに様々な設定変更がなされたが、ゲーム中では古代中国にタイムスリップした宇宙人が、陸・海・空を司る怪獣にゴジラ細胞とギドラ細胞を融合させた生物兵器という設定で登場。細胞核のようなエネルギー体から怪獣形態へ変化し、国会議事堂前でゴジラを待ち構える。闘争本能ゲージが常時高めで、近づくとボディアタックによりゴジラを端に追い込み、そのまま必殺技を繰り出してくる強敵。また前ステージでの首都破壊率によって、ストーリー展開が微妙に変化する。

## 敵キャラクター
フィールド上に登場する戦車など（障害物として踏み潰して破壊できる）とは別に、怪獣と同じ格闘画面の形式で戦う敵も登場する。
ザコUFO
地球侵略を狙う宇宙人が操る円盤型UFO。ビーム攻撃を行う。
マザーUFO
フィールド上の赤いマスに待機している大型のUFO。ステージ中の敵の母船であり、これを倒すとザコUFOが登場しなくなったり、ステージ2でメカゴジラのワープ機能が停止したりする。

## スタッフ
- エグゼクティブ・プロデューサー：小林章、竹崎貴久
- プロデューサー：竹野雅人、角田純一、谷口清悟、蓮谷通治、MIS
- グラフィック・デザイナー：はせがわひろあき、かいほうかずゆき、矢野史子、MIS、かみむらあや、せやまあきら
- サウンド・デザイナー：蓮谷通治、横山じゅんこ
- プログラマー：STONE、すずきつとむ、原田昌亮、UMBRELLA、はやしやすお、しばたまさき、ささきせい、TIXE
- オリジナル・モンスター・デザイン：吉田穣
- イメージ・イラスト：加藤直之
- スペシャル・サンクス：富山省吾（東宝映画）、笠原洋介、石井信彦、河村政生、釜秀樹、そのだじゅんや、こんどうてつお、川北紘一

## サウンドトラック
- 超ゴジラ　オリジナル・サウンドトラック（2020年9月23日/CINEMA-KAN/規格番号CINK-106）

ゲーム音源とアレンジ音源を収録している。CDのジャケットに使用されている超ゴジラのイラストは、本来ゲームのパッケージ用として描かれたがお蔵入りになった加藤直之によるもの。
CD発売記念として、このイラストを使用したTシャツが販売されていた。

## 評価
ゲーム誌『ファミリーコンピュータMagazine』の読者投票による「ゲーム通信簿」での評価は以下の通りとなっており、20.5点（満30点）となっている。
本作品の好評を受け、翌年の『ゴジラ 爆闘烈伝』や『ゴジラ 怪獣大決戦』などのリリースに繋がったとされる。
| 項目 | キャラクタ | 音楽 | お買い得度 | 操作性 | 熱中度 | オリジナリティ | 総合 |
| 得点 | 3.7        | 3.4  | 3.0        | 3.6    | 3.4    | 3.6            | 20.5 |